# Edward Szymkowiak

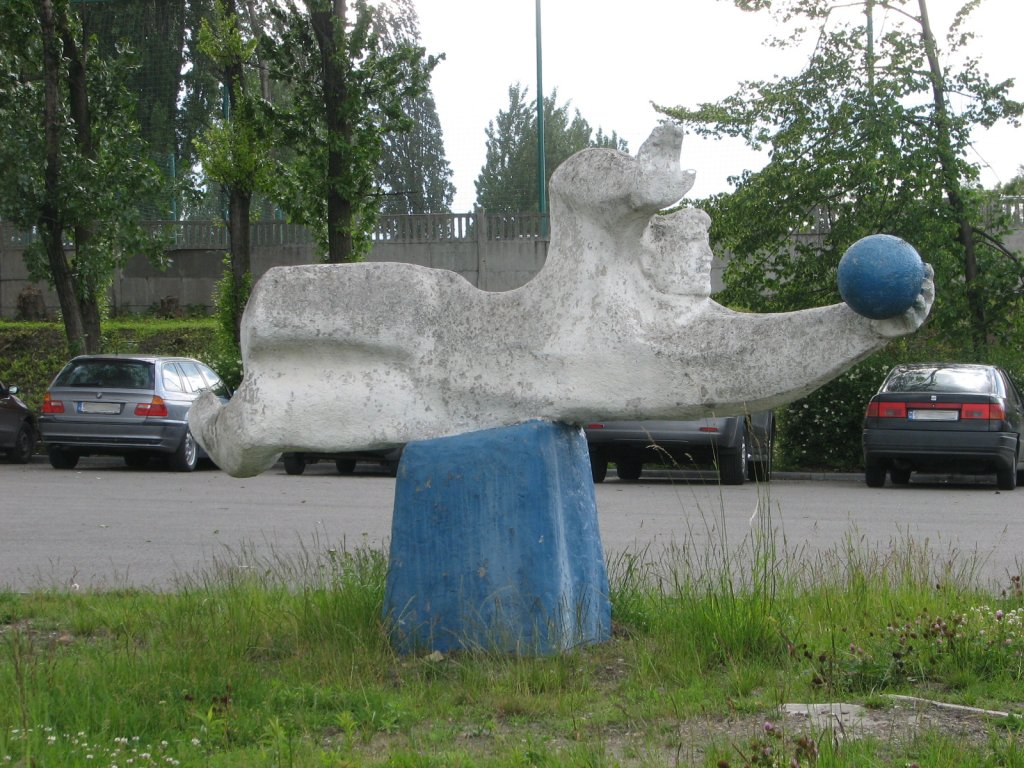
Emlékműve Bytomban

Edward Józef Szymkowiak (Szopienice, 1932. február 13. – Bytom, 1990. január 28.) lengyel labdarúgókapus, edző.

## Pályafutása

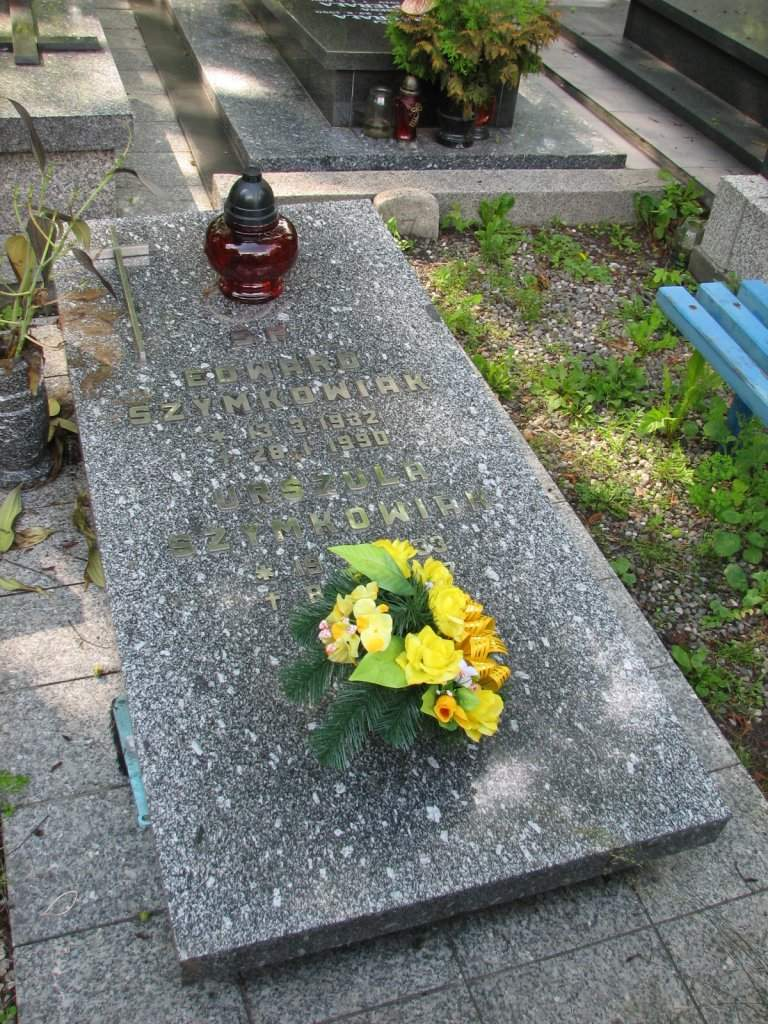
Edward Szymkowiak és felesége sírja

Játékosként a Ruch Chorzów, a Legia Warszawa együtteseiben védett, de pályafutása nagy részét a Polonia Bytomban töltötte. Ennek a klubnak az egyik legendájává vált. Szymkowiak részt vett a helsinki és a római olimpiai játékokon. 1957-ben a lengyel labdarúgás egyik legnagyobb győzelmében is – a Szovjetunió válogatottja elleni mérkőzésen – játszott.
Futballpályafutása befejezése után a Polonia Bytomban maradt, ahol ifjúsági csapatokat edzett.
1990. január 28-án halt meg, a bytomi Mater Dolorosa temetőben temették el.

## Statisztika

### A válogatottban
| 1952     | 5  | 0 |
| 1953     | 3  | 0 |
| 1954     | 0  | 0 |
| 1955     | 3  | 0 |
| 1956     | 6  | 0 |
| 1957     | 5  | 0 |
| 1958     | 6  | 0 |
| 1959     | 3  | 0 |
| 1960     | 4  | 0 |
| 1961     | 5  | 0 |
| 1962     | 6  | 0 |
| 1963     | 0  | 0 |
| 1964     | 3  | 0 |
| 1965     | 4  | 0 |
| Összesen | 53 | 0 |

## Sikerei, díjai

### Klubcsapatokban
Ruch Chorzów
- Lengyel bajnokság
  - Bajnok (2): 1951, 1952

 Legia Warszawa
- Lengyel bajnokság
  - Bajnok (2): 1955, 1956
- Lengyel kupa
  - Győztes (2): 1955, 1956

 Polonia Bytom
- Lengyel bajnokság
  - Bajnok (1): 1962
- Intertotó-kupa
  - Győztes (1): 1965

### Egyéni
A lengyel bajnokság legjobb játékosa (4): 1957, 1958, 1965, 1966

## Emlékezete
- A Polonia Bytom stadionja az ő nevét viseli.

## Fordítás
- Ez a szócikk részben vagy egészben  az   Edward Szymkowiak című angol Wikipédia-szócikk ezen változatának fordításán alapul.  Az eredeti cikk szerkesztőit annak laptörténete sorolja fel. Ez a jelzés csupán a megfogalmazás eredetét és a szerzői jogokat jelzi, nem szolgál a cikkben szereplő információk forrásmegjelöléseként.